# Біле (Бежецький район)
Біле (рос. Белое) — село в Бежецькому районі Тверської області Російської Федерації.
Населення становить 29 осіб. Входить до складу муніципального утворення Сукроменське сільське поселення.

## Історія
Від 2005 року входить до складу муніципального утворення Сукроменське сільське поселення.

## Населення
| 1859 | 1897 | 1989 | 2008 | 2010 |
| ---- | ---- | ---- | ---- | ---- |
| 557  | ↗602 | ↘115 | ↘47  | ↘29  |